# Józef Maria Zabal Blasco
Józef Maria Zabal Blasco, José María Zabal Blasco (ur. 20 marca 1898, zm. 8 grudnia 1936) – błogosławiony Kościoła katolickiego, członek Akcji Katolickiej.

## Życiorys
Urodził się w Walencji. Mając 12 lat został sierotą i zatrudniono go jako praktykanta. W dniu 3 maja 1925 roku jego żoną została Catalina Cerda Palop. Miał z nią troje dzieci. Pracował w biurze prawnika, a później na kolei. Został członkiem Akcji Katolickiej. Aresztowano go w listopadzie 1936 roku za agitowanie do wiary i Kościoła katolickiego. Został zamęczony w dniu 8 grudnia 1936 roku stając się jedną z ofiar antykatolickich prześladowań religijnych okresu wojny domowej w Hiszpanii.
Józefa Marię Zabal Blasco beatyfikował Jan Paweł II w dniu 11 marca 2001 roku jako męczennika zamordowanego z nienawiści do wiary (łac. odium fidei) w grupie 232 towarzyszy Józefa Aparicio Sanza.